# NGC 5956
NGC 5956 (другие обозначения — UGC 9908, MCG 2-40-3, ZWG 78.17, IRAS15326+1154, PGC 55501) — спиральная галактика (Sc) в созвездии Змея.
Этот объект входит в число перечисленных в оригинальной редакции «Нового общего каталога».